# Antoniew (gromada)
Antoniew – dawna gromada, czyli najmniejsza jednostka podziału terytorialnego Polskiej Rzeczypospolitej Ludowej w latach 1954–1972.
Gromady, z gromadzkimi radami narodowymi (GRN) jako organami władzy najniższego stopnia na wsi, funkcjonowały od reformy reorganizującej administrację wiejską przeprowadzonej jesienią 1954 do momentu ich zniesienia z dniem 1 stycznia 1973, tym samym wypierając organizację gminną w latach 1954-1972.
Gromadę Antoniew siedzibą GRN w Antoniewie utworzono – jako jedną z 8759 gromad na obszarze Polski – w powiecie łowickim w woj. łódzkim, na mocy uchwały nr 33/54 WRN w Łodzi z dnia 4 października 1954. W skład jednostki weszły obszary dotychczasowych gromad Antoniew, Bronisławów, Dąbrowa, Domaradzyn, Karasica, Ziewanice i Wola Zbrożkowa oraz wieś Sopel z dotychczasowej gromady Gawronki przy granicach gruntów dotychczasowej gromady Ziewanice ze zniesionej gminy Antoniew w tymże powiecie. Dla gromady ustalono 10 członków gromadzkiej rady narodowej.
31 grudnia 1959 do gromady Antoniew przyłączono obszar zniesionej gromady Boczki Domaradzkie.
Gromadę zniesiono 1 lipca 1968, a jej obszar wszedł w skład nowo utworzonej gromady Głowno w tymże powiecie.